# Páll Briem
Páll Jakob Briem, född 19 oktober 1856 i Espihóll i Eyjafjarðarsýsla, död 17 december 1904, var en isländsk amtman. Han var bror till Eiríkur Briem.
Páll blev student 1878 och candidatus juris 1884. Innan han avlagt ämbetsexamen, började han att studera den isländska fristatens lag och utgav 1885 en avhandling om Grágás i det isländska litteratursällskapets tidskrift. Han var medlem av alltinget 1887–1891. Till honom knyter sig 1889 års så kallade "medlingsförslag" i författningsfrågan. Detta förslag, som var utarbetat med Kanadas regeringsform som förebild, genomfördes ej och han drog sig nu tillbaka från politiken. 
År 1890 blev Páll sysselman i Rangárvallasýsla och 1894 amtman över Norður- og austuramt. Som amtman gjorde han sig förtjänt genom sin energiska agerande mot fårskabben. Han intresserade sig även mycket för lantbrukets praktiska utveckling och för folkbildningen. Han fick nu möjlighet att återuppta sina studier, och han utgav fem årgångar av en juridisk ekonomisk tidskrift ("Lögfræðingur", 1897–1901), som till största delen var skriven av honom själv. Här behandlade han ingående flera frågor i den isländska lagstiftningen. 
Under sina sista år återvände Páll till politiken. Vintern 1899–1900 tillbringade han, huvudsakligen i studiesyfte, i Köpenhamn och Berlin. På uppmaning av fyra alltingsmän förhandlade han då med ministeriet angående författningsfrågan, men ministeriet ville inte godkänna hans medlingsförslag. Han lät emellertid sitt förslag framläggas på alltinget 1901, där det på grund av tillfälliga omständigheter antogs, då partierna var lika starka. Härvid räddade han det isländska högerpartiet från splittring, men väckte en så stark misstämning mot sig själv, att han inte lyckades bli alltingsman förrän vid fyllnadsvalen hösten 1904. Den 1 oktober samma år indrogs amtmansämbetena, och Páll erhöll då exspektansarvode och blev juridisk meddirektör vid den nyinrättade Islands Bank. Han flyttade då till Reykjavik, där en rik verksamhet väntade honom, som dock avbröts genom hans plötsliga död.